# Schloss Castell (Unterfranken)

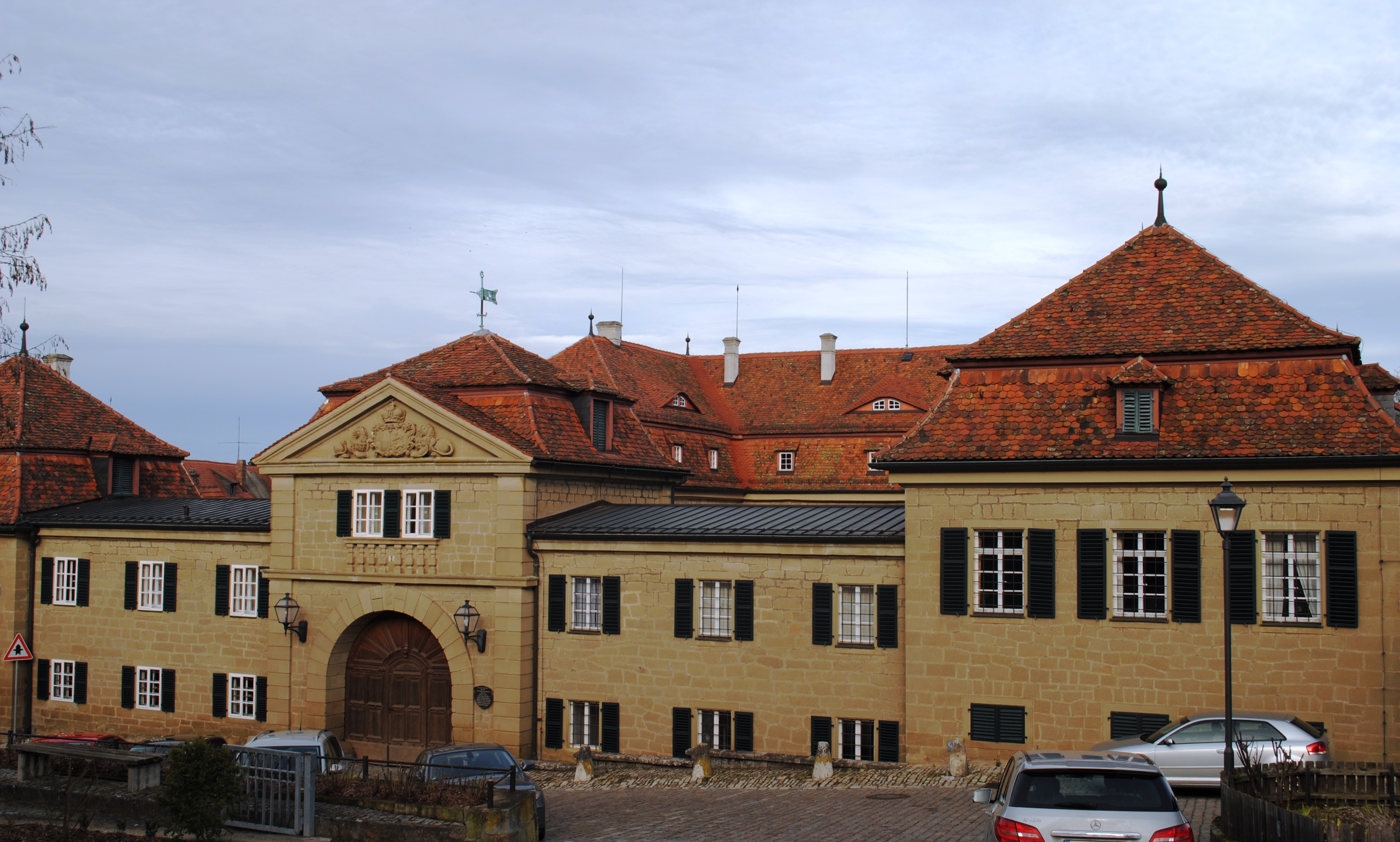
Das Schloss in Castell, Hofseite

Das heutige Schloss Castell ist ein Adelssitz im unterfränkischen Castell. Die Gebäude der Anlage entstanden im 17. Jahrhundert auf dem Gelände eines ehemaligen Freihofs. Das Schloss befindet sich inmitten des Ortes und liegt an der Straße Schlossplatz und wird von der Familie der Fürsten zu Castell-Castell bewohnt.

## Geschichte

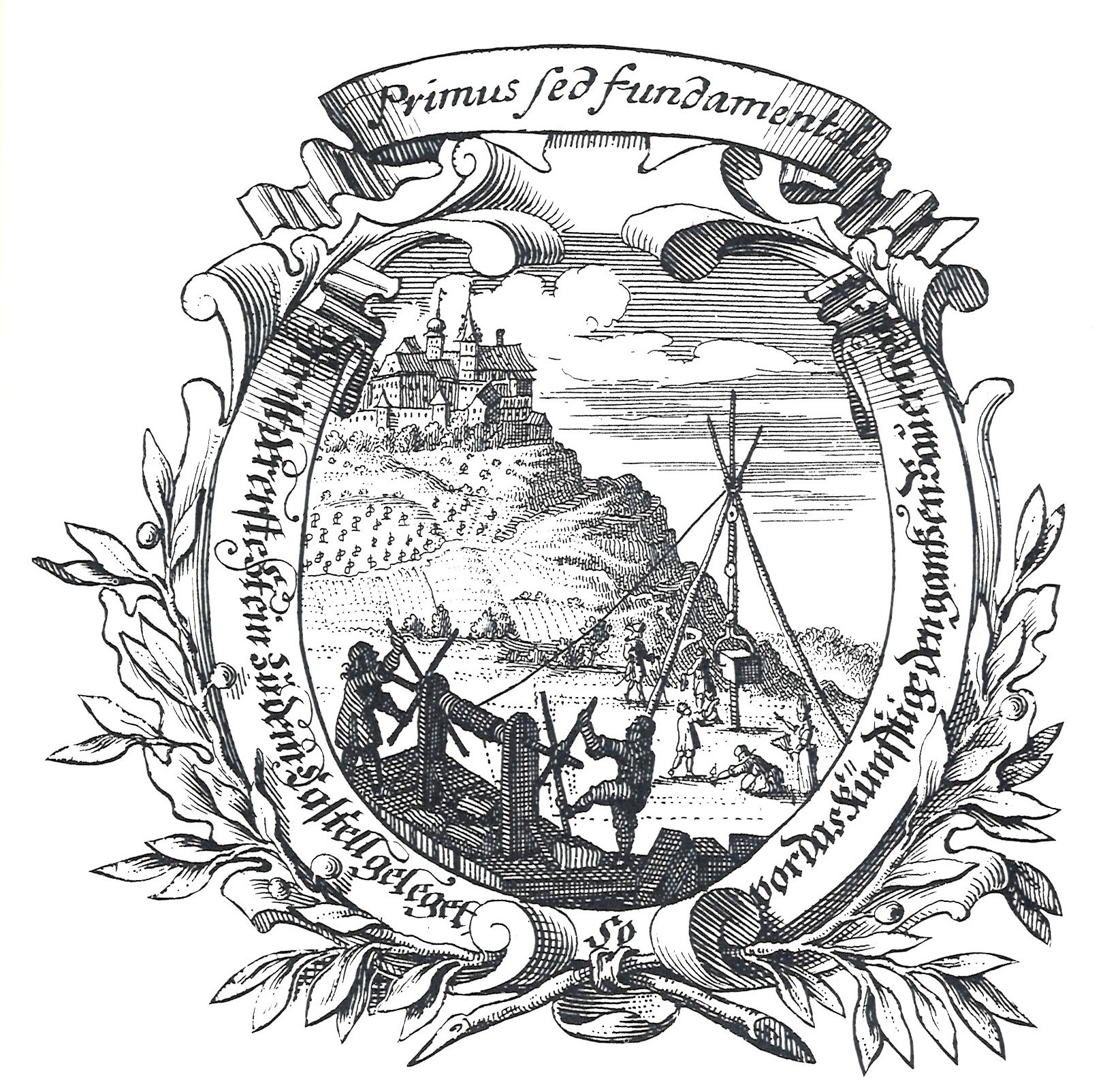
Die Grundsteinlegung des Schlosses auf einem Kupferstich von 1709

In Castell existierten seit dem Mittelalter zwei verschiedene Burgen, zum einen das Obere Schloss, das der Stammsitz der Familie von Castell war, zum anderen die sogenannte Untere Burg. Diese Anlage verlor die Familie im Jahr 1328 an die Burggrafen von Nürnberg, die späteren Markgrafen von Brandenburg. Die Burg wurde im Bauernkrieg des Jahres 1525 zerstört und verkam zur Ruine. Mit dem Rücktausch der Gebiete der Markgrafen durch Wolfgang Dietrich zu Castell-Remlingen kam die Ruine 1684 wieder in castellischen Besitz.
Wolf Dietrich zu Castell benötigte nach dem Besitz des Ortes ein Schloss, da beide anderen zerstört waren. Sein Standort wurde allerdings weiter im Westen des Dorfes, um den barocken Repräsentationsgedanken besser vollziehen zu können. Man wählte einen ehemaligen Freihof als neues Schlossgelände und begann im Jahr 1687 mit dem Bau. Baumeister war Johann Peter Sommer (1650–1697) aus Künzelsau. Unter der Aufsicht des Hans Weireitter wurde das neue untere Schloss im Jahr 1691 vollendet.
Die barocke Dreiflügelanlage des Schlosses war die erste ihrer Art in Franken. Um das Schloss wurde ein Lustgarten angelegt, der in den zwanziger Jahren des 19. Jahrhunderts zu einem englischen Landschaftsgarten umgewandelt wurde. Veränderungen am Garten erfolgten um 1870, als Carl von Effner den Park mit der Reithalle, den Stall und den sogenannten Grafensee erweiterte. Zuvor, in den Jahren 1863–1869, war die Schlossanlage im Stile des Neobarock verändert worden.
In den folgenden Jahrhunderten wurden lediglich notwendige Renovierungen vorgenommen. Heute wird das untere Schloss von der Familie der Grafen Castell bewohnt. Das Bayerische Landesamt für Denkmalpflege ordnet das Schloss als Baudenkmal unter der Nummer D-6-75-116-21 ein. Die archäologischen Befunde der früheren, barocken Gartenanlage werden als Bodendenkmal geführt.

## Beschreibung

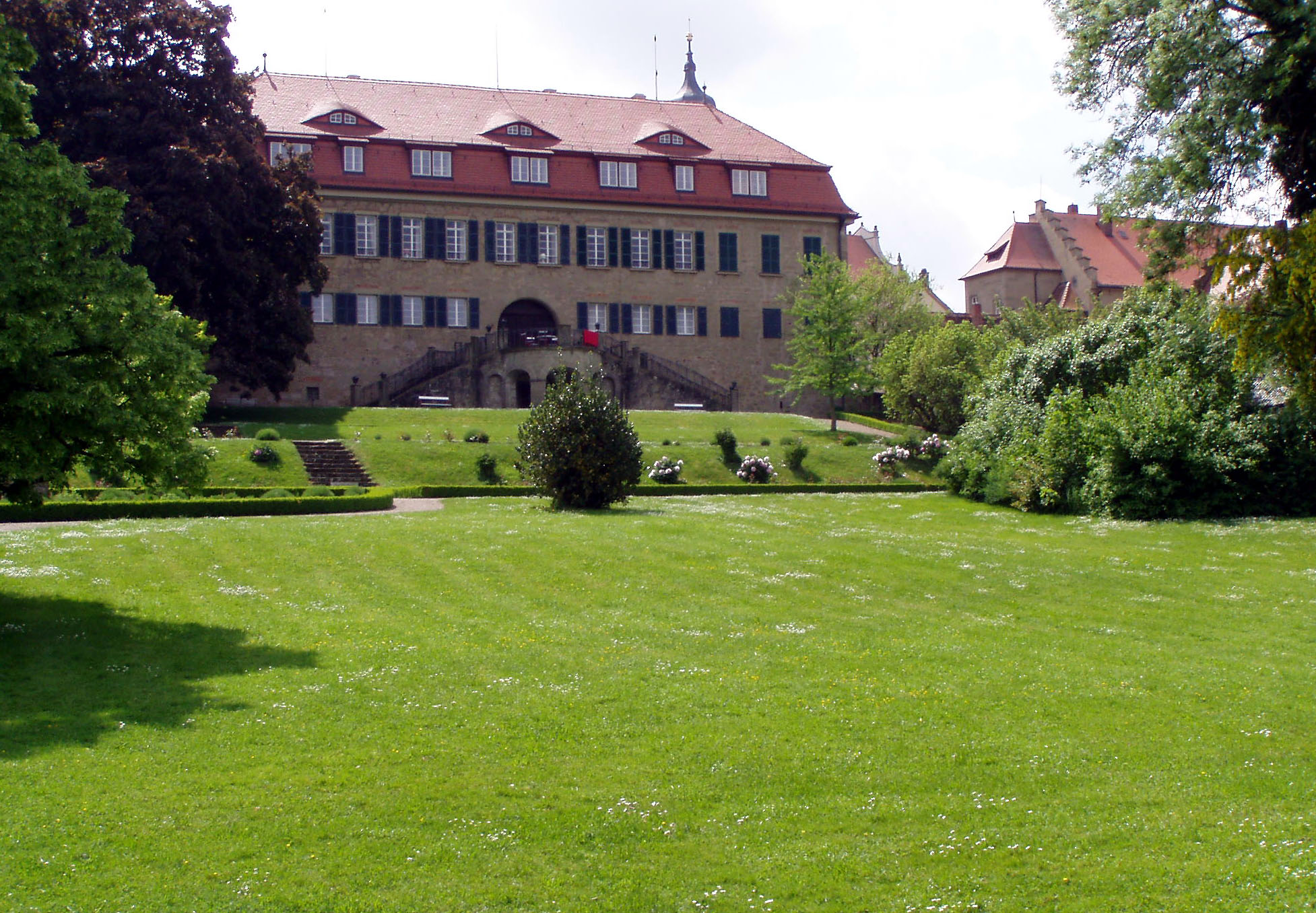
Parkseite

Das Schloss wurde als Dreiflügelanlage im Stile des Frühbarock errichtet. Auf der südlichen Dorfseite schließt es mit einem Torbau ab. Er besteht aus drei zweigeschossigen Pavillons, die von Mansarddächern bekrönt sind. Verbunden werden sie durch weit niedrigere, flachgedeckte Verbindungsbauten. Im mittleren Pavillon befindet sich die rundbogige Tordurchfahrt. Er weist Rustika-Gewände auf und wird von einer dreieckigen Giebelüberdachung mit Wappen bekrönt. Dargestellt ist die Verbindung des Hauses Castell mit dem von Hohenlohe-Langenburg.
Der Hauptbau des Schlosses ist zweigeschossig und mit einem Mansarddach gedeckt. Auch die beiden Seitenflügel, die südlich des Hauptgebäudes angebaut sind, haben zwei Stockwerke. Vierzehn Fensterachsen und eine zentrale Freitreppe gliedern den Bau auf der südlichen Gartenseite. Der Garten ist ein englischer Landschaftspark, an seinem südlichen Ausläufer wurde der sogenannte Grafensee angelegt. → siehe auch: Schlosspark Castell